# South Saint Paul
South Saint Paul (ou South St. Paul) est une ville des États-Unis dans l'État du Minnesota ; elle est située immédiatement au sud et sud-est de Saint Paul, dans le comté de Dakota. Elle est peuplée de 20 160 habitants lors du recensement de 2010. Elle était un des grands centres de production de viande des États-Unis. 